# Carebara ucrainica
Carebara ucrainica  (лат.) — ископаемый вид муравьёв из рода Carebara (подсемейство мирмицины). Обнаружен в позднеэоценовых ровенских янтарях (около 40 млн лет).

## Описание
Мелкие муравьи, длина тела самки около 7 мм. Покровы слабоблестящие. Булава антенн состоят из двух увеличенных члеников. Скапус усиков укороченный, не выдаётся за затылочный край головы. На скапусе и ногах многочисленные полуотстоящие волоски. Проподеум с парой коротких зубцов. Стебелёк двухчлениковый (петиоль и постпетиоль). В переднем крыле есть замкнутые ячейки 3r, 1r + 2r + rm, mcu. Ноги толстые и короткие. Вид был впервые описан в 2002 году российским мирмекологом Геннадием Михайловичем Длусским (МГУ, Москва) вместе с такими новыми видами как Dolichoderus zherichini, Tapinoma aberrans, Oligomyrmex nitidus, Tapinoma electrinum под первоначальным названием Oligomyrmex ucrainicus. Название таксона C. ucrainica происходит от названия страны (Украина), где был обнаружен типовой экземпляр.